# Arryn-ház
Az Arryn-ház Westeros egyik nagy háza, és az Arryn Völgye legfontosabb nemesi családja. Fő székhelyük Sasfészek, amelyet bevehetetlennek tartanak. Az Arrynoknak legalább egy másik birtoka is van, a Holdkapunál lévő téli váruk, amely egykor a fő székhelyük volt. Mindkét erődítmény az Óriás Lándzsája, a Völgy legmagasabb hegye felett áll, lábánál a Holdkapu, tetején pedig a Sasfészek található.
Az Arryn-ház címere az égszínkék háttérben fehér sólyom és hold. Feliratként a jelmondatuk: „Hatalmas, mint a becsület".
A Völgyben elszórtan több Arryn család is él, akik mind ugyanolyan büszkék, mint amennyire szegények, kivéve a sirályvárosi Arrynokat, akik jól házasodtak. Petyr Baelish büszkének tartja őket nevük és örökségük miatt.

## A dinasztia megalkotása és áttekintése
A dinasztia fiktív, de George R. R. Martin sok történelmi ihletet merített a valós történelemből a házak megalkotásához. A háznak nincs közvetlen történelmi megfelelője, néhány inspiráció vagy párhuzam felfedezhető a Neville család és a skóciai Douglas-család között. A szerző nem mondta ki, de párhuzamokat lehet állítani, mint a hírnév, vérvonal tisztaságának hangsúlyozása és stratégiai erődök. Az író egyik fő ihletforrása a 15. századi angol polgárháború, a York- és Lancaster-házak közötti Rózsák háborúja volt.
Több elismert művészek formálták meg hivatalos illusztrációkban, az Arryn-ház vagy a Völgy világát. Többek között Ted Nasmith, Michael Komarck, Gary Gianni, Magali Villeneuve és Jenny Dolfen. Az Art of Gary Gianni for George R. R. Martin’s Seven Kingdoms című műben vagy a a 2005-ös The Art of George R. R. Martin's A Song of Ice and Fire gyűjteményben is megtalálható a dinasztia.

## Történelem

### Hegy és a Völgy Királyai
Az Arrynok az Andal nemesség legrégibb és legtisztább vérvonalából származik, akik állítólag Andalos és esetleg Hegyi Hugornak a leszármazottai.
II. Robar Royce király elkezdte egyesíteni az Első Embereket és legyőzött néhány kisebb andal királyt az Andal hódítás során, az andalok is összefogtak, Ser Artys Arryn vezetésével, aki korának legkiválóbb harcosa volt. A Hét Csillag Csatájában véres küzdelem árán, de az andaloké lett a Völgy, amit ezt követően Arryn-völgyének neveznek. II. Robar királyt valószínűleg Ser Artys ölte meg. Az Elsők közül azok, akik nem hódoltak be azok a hegyekbe menekültek, és hegyi klánok formájában keserítették meg a Völgy urainak életét, ők alkotják a Hold-hegység klánjait. Ser Artys Arryn a Hegy és a Völgy
újonnan megkoronázott királya lett, aki első volt ezen a néven. A Völgy dalnokai azt éneklik, hogy az andal hős, Ser Artys Arryn egy sólyom hátán érkezett, hogy meggyilkolja a Griff Királyt az Óriás Lándzsáján, hogy aztán a közelben meg is alapítsa az Arryn-ház királyi ágát.
Az Arrynok kezdetben a Holdkapunál éltek, majd I. Roland Arryn, Artys unokája látott neki Sasfészek megépítésének, amely generációkon keresztül épült. Sasfészek volt a nyári székhelyük, de amikor havazni kezdett, az udvartartás leköltözött a Holdkapuhoz.
Az Arryn királyok kiterjesztették határaikat több kisebb szigetre is, mint Kavicsosra, Halmokra, Boszorkányszigetre, valamint a Három Nővérre az utolsó szigetegyüttesre. Deres és a Sasfészek ezer évig versengett a Három Nővér fölötti uralomért. Voltak akik úgy nevezték el, a Hiábavaló Háború. Ebben a háborúban a Vén Sólyom, Osgood Arryn király ostrom alá vette a Farkasodút, majd fia, Oswin király, a Karom elfoglalta és felgyújtotta. Az Arryn-flották rabszolga-kereskedőket űztek el Volantistól, vasszülött fosztogatókat és kalózokat a Lépőkövekről és a Baziliszkusz-szigetekről. Az Óriás Lándzsájánál található egy nagy vízesés, amit Alyssa Arrynról neveztek el Alyssa könnyeinek. Egyetlen könnycseppet sem tudott ejteni a meggyilkolt férjéért, testvéreiért és gyermekeiért.

### Aegon hódítása
Aegon hódítása során az Arryn és a Targaryen-flotta tengeri csatát vívtak Sirályváros vizein, amely a Targaryen-hajóhad megsemmisítéséhez és parancsnoka, Daemon Velaryon halálához vezetett. Visenya Targaryen, sárkánya Vhagar hátán válaszul felégette az Arryn-flottát. Mivel mindkét flotta megsemmisült, a csatát taktikai döntetlennek, de a Targaryenek számára stratégiai vereségnek tekintették, mivel nem tudták elfoglalni Sirályvárost. Az Arryn-flotta pusztulása után a Három Nővéren lázadás tört ki, a nővérszigetiek megtagadták a Sasfészekkel kötött hűségesküjüket, és Maria Sunderland úrnőt kiáltották ki királynőjüknek.
Aegon Targaryen testvérfeleségét, Visenyát bízta meg a Völgy meghódítására. A Völgyben Sharra Arryn uralkodott régenskirálynőként, míg fia, Ronnel Arryn nagykorú nem lesz. Sharra megerősítette Sirályváros védelmét, valamint pedig erős sereget küldött a Véres kapuhoz, és megháromszorozta a Sasfészek felé vezető utat őrző erődök, Kő, Hó és Ég helyőrségeit. Visenya, Vhagar hátán átrepült a védelmen é Sasfészek belső udvarában szállt le. Sharra visszatért a Sasfészekbe, a fiát Visenya ölében találta. A gyermekkirály csak annyit kérdezett anyjától, hogy elmehet-e repülni az úrnővel? A két nő egymásra mosolygott, és mindenféle összecsapás, vagy vita nélküli Sharra átadta a három koronát, majd mosolyogva nézte végig, ahogy fia háromszor kerüli meg a sárkány hátán az Óriás Lándzsáját. Az Arrynok azóta is a Völgy védelmezői és Kelet Őrzői.

### A Targaryen-dinasztia
Rhaenys Targaryen királynő szervezte meg Ronnel Arryn és Torrhen Stark lányának a házasságát, hogy megpróbálja összekovácsolni az új birodalmat. A Fellegvárban olyan leveleket is őriznek, amelyek szerint Lord Stark csak hosszú tiltakozás után ment bele a
megállapodásba, és a menyasszony fivérei el sem mentek az esküvőre. H. u. 37-ben Ronnelt testvére, Jonos Arryn letaszította és bebörtönözte, majd a Hegy és Völgy királyának kiáltotta ki magát. I. Aenys Targaryen király habozott a lázadás leverését illetően. A Royce-ház Allard Royce úr vezetésével negyven hűséges zászlóhordozót gyűjtött össze, és Sasfészek ellen vonult, ahol legyőzte Jonos támogatóit, de Jonos a Holdkapun keresztül küldte le bátyját és annak a családját. Maegor Targaryen herceg Balerion, a Fekete Iszonyat hátán ezt követően érkezett meg és kötél általi halált mért a lázadókra, köztük Ronnelre is. A halott fivérek unokatestvére, Hubert Arryn lett a Völgy ura.
H. u. 80-ban I. Jaehaerys Targaryen uralkodása alatt Rodrik Arryn úr feleségül vette Daella Targaryen hercegnőt, a király lányát. Daella életet adott egyetlen gyermeküknek, Aemma Arryn úrhölgynek, majd szülés után gyermekágyi lázban halt meg. H. u. 93-ban Aemma úrnő Viserys Targaryen herceghez ment feleségül. H. u. 101-ben Békítőként és az Öreg Királyként is ismertek I. Jaehaerys összehívta a Nagytanácsot Harrenhalban, de ekkora Rodrik Arryn is meghalt, és Jeyne Arryn úrhölgy uralkodott Sasfészekben. Az Arrynok elenyésző szerephez jutottak a Nagytanácson, mivel Jeyne úrnő még kiskorú volt. A Völgy Védelmező Ura, a rovottkői Yorbert Royce vette át a helyét a Tanácsban.
H. u. 103-ban I. Jaehaerys halálát követően a Nagytanács 101-ben hozott döntése értelmében unokája követte őt a trónon, I. Viserys Targaryen néven. Az Arryn-házi Aemma lett a királyné. Házasságuk első éveiben Aemma több vetélés és egy csecsemőkorában meghalt fiú után h. u. 97-ben egészséges lánygyermeket hozott világra, akit Rhaenyrának neveztek el. H. u. 105-ben Aemma királyné meghalt gyermekágyban, majd egy nappal később fiúk Baelon is.
H. u. 129-ben I. Viserys király bekövetkezett halálát követően az Arrynok bekapcsolódtak a Sárkányok Táncába, ahol Aemma lánya, Viserys idősebb gyermeke és kikiáltott örököse, Rhaenyra hercegnő (akit, apja nevezett meg örökösének), és Rhaenyra öccse, Aegon herceg, Viserys legidősebb túlélő fia, a Vastrónra vonatkozó igényeikért harcoltak. Jeyne Arryn a feketéket és rokonát, Rhaenyrát támogatta. A Targaryen polgárháború kezdetén Jacaerys Velaryon herceg, Rhaenyra legidősebb fia, Sasfészekbe utazott, hogy segítséget szerezzen anyja ügyéhez. Jeyne úrnő betartotta ígéretét, és tengeren, Sirályvároson keresztül embereket küldött, hogy csatlakozzanak Rhaenyra seregéhez.
H. U. 131-ben a háború végén ifjabb Aegon, Rhaenyra legidősebb túlélő fia III. Aegon Targaryen néven trónra lépett. Kiskorúsága miatt egy héttagú régenstanács segítettek a királynak az uralkodásban, amiben Jeyne úrnő is helyett kapott. H. u. 134-ben Sirályvárosban hal meg betegségben. Ez öröklési harchoz vezetett. Halálos ágyán diktált végrendeletében negyedfokú unokatestvérét, Ser Joffrey Arrynt nevezte meg örökösének. Ser Joffrey tíz éven át szolgált hűségesen a Véres Kapu lovagjaként, a Völgyet védelmezve a hegyekben tanyázó vadaktól. Jeyne úrnő unokatestvérét, Arnold Arrynt azonban bebörtönözték, mert megpróbálta megfosztani őt a tróntól, de fia, Aldric Arryn továbbra is érvényesíteni kívánta apja jogát. Egy másik távolabbi unokatestvér, Isembard Arryn, a sirályvárosi Arryn-ház feje is fenntartotta követelését. Annak ellenére, hogy Eldricet végül megölték, Arnold továbbra is ellenállt Joffreynak, de végül Arnold és Isembard is kénytelen volt hűbérurukként elismerni Joffreyt.
H. u. 196-ban az az első Blackfyre-felkelésés idején az Arrynok hűek maradtak II. Daeron Targaryen királyhoz. A Vörösfű mezei csatában Donnel Arryn nagyúr vezette a királypárti sereg előőrsét, bár Daemon Blackfyre szétzúzta. A Királyi Testőrség lovagja, Ser Gwayne Corbray mentette meg Arryn nagyúr életét, miután megérkezett az erősítéssel. H. u. 208-ban részt vett a Szűztói lovagi tornán, ahol Ser Humfrey Hardyng ellen alulmaradt. A következő évben a Nagy Tavaszi Járvány idején lezárta a Völgyet a tenger és a főútvonal felől érkező forgalom előtt. Ennek köszönhetően a járvány egyedül a Völgyet és Dorne-t hagyta érintetlenül.
Alys Arryn úrhölgy Rhaegel Targaryen herceghez ment feleségül, aki II. Daeron Targaryen király harmadik fia volt. három gyermekük születettm az ikrek Aelor, Aelora és Daenora. Daenora végül unokatestvéréhez, Fényeslángú Aerion Targaryen herceghez ment feleségül, akitől egy fia született, h. u. 223-ben Maegor herceg. Ugyanebben az évben Aerion herceg meghalt, majd a következő esztendőben I. Maekar Targaryen király elesett egy csatában. Ezt követően Maegor trónigényét a Nagytanács tárgyalta. Maegor igényét hamar elvetették, mivel még csecsemő volt, valamint féltek, hogy talán örökölte apja kegyetlenségét és őrültségét.

### Jon Arryn
Jasper Arryn nagyúr uralkodását követően legidősebb fia, Jon örökölte Sasfészket, aki apja halála előtt fiatalon a Hold Kapujának Őrzője volt. H. u. 260-ban II. Jaehaerys Targaryen király oldalán harcolt a Kilenckrajcáros Királyok háborújában. A háború során kötött szövetségek eredményeként Jon gyámsága alákerült végül Eddard Stark Deresből és Robert Baratheon Viharvégről.
Lord Jasper halála után három gyermeket hagyott maga után, leszármazottait számos tragédia érte, amelyek miatt a háznak kevesebb örököse maradt. Jasper utódja és legidősebb fia, Lord Jon többször is megnősült. Első felesége, Jeyne Royce, szülés közben meghalt, lányuk halva született. Második felesége, Lady Rowena Arryn, aki az unokatestvére volt és megfázásban hunyt el, gyermektelenül. Jasper nagyúr fiatalabb fia, Ser Ronnel Arryn elvett egy Belmore lányt, majd gyomorbajban meghalt amikor fiúk, Elbert Arryn megszületett, aki ekkor Jon örököse volt, mivel Kelet Őrzőjének nem voltak fiú gyermekei. Jon és Ronnel húga, Alys, Ser Elys Waynwoodhoz ment feleségül, akitől nyolc lánya és egy fia született. Alys azonban nem sokkal az utolsó szülése után meghalt, fia, Jasper pedig fiatalon távozott. Legidősebb lányuk Ser Denys Arrynhoz, egy távoli unokatestvérhez ment feleségül, és gyermekeik lettek az Arryn örökösök Elbert után. A megmaradt hét lány közül kettő meghalt a himlőjárvány idején, az egyik septának állt, a másik csendes nővér lett, az egyik hozzáment az Elesham-házi Halmok urához, de terméketlennek bizonyult, a hatodikot úton volt a folyóvidékre, hogy feleségül menjen egy Brackenhez, amikor elragadták a megégettek. A legfiatalabb közülük egy Hardyng-házból származó férfihoz ment feleségül, akitől egy fia született, Harrold Hardyng. Annak ellenére, hogy nem voltak saját fiai, Jon Arrynnak így több örököse is volt, akiken keresztül a háza folytatódhatott.

### Robert lázadása
Robert Baratheon lázadása akkor kezdődött, amikor Jon Arryn nagyúr nem volt hajlandó átadni gyámfiait, Robert Baratheon nagyúrt és Eddard Starkot II. Aerys Targaryen királynak, aki Rickard Stark nagyúr és legidősebb fia, Brandon kivégzését követően követelte a fejüket. Ned Stark visszatért Északra, miután ő lett Észak Őrzője és saját vazallusait összehívta, Lord Arryn ugyanígy tett zászlósuraival a Völgyben, azonban néhány völgybeli ház, köztük a sirályvárosi Graftonok továbbra is hűséges maradt a koronához. Jon a lázadó embereit Sirályváros ellen vezette. Robert elsőként tört át a város falain, pusztakézzel megölte Marq Graftont. A város bevétele lehetővé tette, hogy a Völgy a lázadók fennhatósága alá kerüljön. A győzelem után Robert is visszatért a Viharföldekre, hogy összehívja a maga seregét, de itt is több ház hűséges maradt a koronához.
A háború alatt Jon volt az egyik fő vezető, és harmadik feleségével, Lysa Tullyval kötött házassága segített Lord Hoster Tully szövetségesének megszerzésében. Jon egyre több rokonát veszítette el a lázadás során. Unokaöccse és örököse, Elbert Arryn, Brandon Stark társai közé tartozott, akik elkísérték Királyvárba, ahol őt is kivégeztette II. Aerys király. Ser Denys Arrynt, a "Völgy kedvencét", Lord Jon Connington, Aerys királyi segítője ölte meg a Harangok Csatájában.  Denys újszülött fia röviddel ezután meghalt. Ezt követően Harrold Hardyng, Jon unokatestvére a nővére legfiatalabb lánya révén, évekig az egyetlen örököse maradt.
H.u. 283-ban a Három Folyó egyik átkelőjénél a Rubint-gázlónál történt csatát követően a Targaryen-dinasztia Királyvár kifosztásával bukott meg.

### A Baratheon-korszak
H.u. 283-ban a lázadás lezárása után Jon Arryn nagy szerepet játszott az újonnan megalakult Királyvári Baratheon-ház uralkodásában. I. Robert Baratheon király kinevezte Jon Arrynt a Király Segítőjének, míg Lord Nestor Royce Jon távollétében a Völgy Főintézőjeként uralkodott. A koronázást követő évben Jon elhajózott Napföldre, hogy visszaszolgáltassa Lewyn Martell herceg csontjait Doran Martell hercegnek, valamint a békéről tárgyalni. Robert nem akart megházasodni, miután Lyanna meghalt, de Jon azt mondta neki, hogy az országnak örökösre van szüksége. Cersei Lannister pedig jó választás lenne, mert hozzá kötné Lord Tywint, ha netán Viserys Targaryen egyszer megpróbálná visszaszerezni az apja trónját.
Jon saját házassága Lysa Tullyval boldogtalan maradt. Jon tisztában volt azzal, hogy Lysa egy gyermeket várt, akit Lord Hoster Tully még a házasságuk előtt holdteát itatott vele. Catelyn Stark, Lysa nővére úgy véli, hogy Jonnak nehéz lett volna szeretnie Lysát, tudva, hogy bemocskolva és akaratán kívül ment az ágyába. Házasságuk során Lysa ötször vetélt el, kétszer Sasfészekben és háromszor Királyvárban. H.u. 292-ben Lysa fiút szült Jonnak, Robertet, akit anyja a megpróbáltatások miatt mindig is védelmezett, és Jon erőfeszítései ellenére is elkényeztette őt.
Stannis Baratheon, Robert király öccse, gyanítani kezdte, hogy Cersei királynő gyermekei nem Roberttől származnak, akkor Jonhoz fordult, aki segítette Stannist a nyomozásban. Jon Arryn azonban hirtelen meghalt, mielőtt felfedhették volna a felfedezésüket. Halálos ágyán megismételte a „mag erős” szavakat, utalva a felfedezett titokra.

### Trónok harca
I. Robert Baratheon király és kísérete Deresbe utazik, hogy felajánlja a pozíciót Lord Eddard Starknak, ifjúkori barátjának. A király abban reménykedik, hogy Jon fiatal örökösét, Robert Arrynt Tywin Lannister nagyúr neveli Kaszter-hegyen, és Tywin beleegyezik a fiú nevelésébe. Többen pedig úgy tudták, hogy Sárkánykőre küldték volna Stannis Baratheon nagyúrhoz. Lysa Arryn azonban a fiatal Roberttel Királyvárból Sasfészekbe menekült. Lysa üzenetet küld nővérének, Eddard feleségének, Catelynnek, amelyben azt állítja, hogy Jont a Lannister-ház meggyilkolta.
A fiatal Robert Arryn kora és egészségi állapota miatt a király Ser Jaime Lannisternek adományozza a hagyományos Arryn-féle Kelet Őrzője címet a fiatal Arryn helyett, ami sok, a Sasfészekre esküdött urat felháborít. Ezen urak közül sokan udvarolnak Lysának, de ő arra ösztönzi őket, hogy továbbra is versengjenek a kegyeiért.
Catelyn elfogja Tyrion Lannistert, és Sasfészekbe viszi testvéréhez Lysához, aki hajlandó lenne kivégezni a törpét, azonban Tyrion bajvívást követel, ahol egy marcona külsejű zsoldos, Bronn megnyeri helyette az összecsapást és megöli Ser Vardis Egent, így Tyrion szabadon távozhat. Catelyn felajánlotta testvérének, hogy magával viszi Robertet, hogy néhány évig Deresben nevelkedjen, de testvére azzal fenyegetőzött, hogy kidobja a Hold Ajtaján. Lysa nem hajlandó kíséretet biztosítani Tyrionnak, amint ő és Bronn elhagyják Arryn Völgyét, abban a reményben, hogy a Völgy hegyi klánjai megölik őket, de Tyrion a klántagokat a maga oldalára állítja útjuk során.
I. Robert Baratheon halála után Lysa úrnő és Robert nagyúr azon nemesek között vannak, akiknek I. Joffrey Baratheon királynak hűséget kell esküdniük, különben a birodalom árulóinak bélyegzik őket.

### Királyok csatája
Stannis Baratheon Westeros törvényes uralkodójának kiáltja ki magát testvére halálát követően. Cressen mester azt tanácsolja Stannis királynak, hogy küldje örökösét, Shireen hercegnőt Sasfészekbe és házasodjon össze Robert Arrynnal. Stannis fontolóra veszi, mígnem felesége, Selyse Florent közli vele, hogy a Hét Királyság jog szerinti ura talán könyörögni kényszerül özvegyasszonyok és trónbitorlók segítségéért, amire Stannis válaszul annyit mond, hogy nem könyörög senkinek.
Tyrion Lannister Királyvárban hazudik annak érdekében, hogy kiderítse, hogy ki kémkedik Cersei Lannister régenskirálynő számára. Petyr Baelish nagyúrnak, azt mondja, hogy Myrcella Baratheon hercegnőt feleségül szeretné ajánlani Robert Arryn nagyúrnak, ugyanakkor felajánlja, hogy Robert visszakapja Kelet Őrzője címét. Petyr még azelőtt tudomást szerez Tyrion megtévesztéséről, hogy Lysának is felajánlaná.
Robb Stark király négy hollót küld Sasfészekbe, hogy segítséget kérjen az Arrynoktól a háborúban. Lysa azonban nem válaszol neki. Az Arrynok és a Tullyk a Stark-házhoz fűződő történelmi kapcsolatai ellenére Lysa megakadályozza, hogy a Völgy lovagjai csatlakozzanak az Öt Király Háborújához a Lannisterek ellen.

### Kardok vihara

Petyr Baelish személyes címere, aki a Völgy védelmezője lett.

A Völgy semlegessége minden fél számára vita tárgya. Lysa húga, Catelyn levelet ír neki, amikor apjuk, Lord Hoster Tully haldoklik, de Lysa soha nem válaszolt. Tywin Lannister, Joffrey király Segítője, Petyr Baelisht, Lysa ifjúkori szeretőjét küldi Sasfészekbe, hogy rávegye Lysát, esküdjön hűséget a Vastrónnak. Tywin beleegyezik, hogy visszahelyezi Robert Arrynt Kelet Őrzőjének méltóságába, ha visszatér a király békéjéhez és feleségül megy Petyr Baelishhez. Lysa feleségül megy Petyrhez, de később látja, hogy Baelish nagyúr megcsókolja unokahúgát, Sansa Starkot, és féltékeny dühbe gurul, felfedve, hogy titokban Petyrrel közösen Jon meggyilkolását szőtték Lys könnyeivel, miután Lysa férje, Jon Arryn elárulta, hogy elküldi a fiatal Robertet Stannis Baratheonhoz Sárkánykőre neveltetni. Lysa leesett a Hold Ajtaján és meghalt, miután Petyr határozott, erős mozdulattal lökött egyet rajta.

### Varjak lakomája
A beteges Robert Arryn továbbra is Sasfészek ura maradt, míg Petyr Baelish Robert gyámapjaként a Völgy védelmezőjeként uralkodik. Anyja halála után Robert unokatestvérét, Sansát kezdi anyafigurának tekinteni, akit Petyr törvénytelen lányának, Szikla Alayne-nak álcáznak. Baelish nagyúr próbálja megerősíti hatalmát a Völgyben, míg több az Arryn-ház zászlóhordozói sereget toboroztak Robert nagyúr védelmére, őket a Nyilatkozattévő Uraknak nevezik. Mivel a Völgyet nem érintette a háború, húszezer fős jelentős haderőnek parancsolnak. Megegyeznek, hogy Petyrnek egy évet adnak, hogy bizonyítsa rátermettségét, mint a Völgy védelmezője.
A tél közeledtével a háznépe leköltözött a Holdkapuhoz. Robert Arryn örököse Ser Harrold Hardyng, akit Harrynek, „az Örökösnek” is neveznek, egy nemrég Yohn Royce által lovaggá ütött fiatalember és a néhai Jon Arryn nagyúr dédunokaöccse. Petyr azt tervezi, hogy Sansát Harroldhoz adja feleségül, megígérve neki a házasságot, Sasfészket és Derest.

### Sárkányok tánca
Ser Tengerjáró Davos úgy gondolja, hogy az Arrynok csak csekély befolyással bírnak a Három Nővér felett. Arryn Völgye jól termő terület volt, és a háborúban sem volt érintett, ezért Havas Jon, az Éjjeli Őrség parancsnoka úgy gondolja, hogy a Völgy élelemforrás lehet a télire. Lysa Arryn haláláról mit sem tudva azon tűnődik, vajon hajlandó lenne-e etetni nővére férjének törvénytelen fiát.

## Arryn királyok listája
Az alábbi táblázat nem időrendben mutatja be az Arryn királyokat, akik a Hegy és a Völgy királyai voltak. Nem összetévesztendő a Völgy, az Ujjak és a Hold-hegység nagykirálya címmel, amit II. Robar Royce király viselt.
| Név               | Megjegyzés |
| ----------------- | --- |
| I. Artys Arryn    | A Sólyomlovag, az Arryn-ház alapítója és a Hegy és a Völgy első királya volt.                                                                              |
| I. Roland Arryn   | |
| V. Osric Arryn    | |
| II. Roland Arryn  | |
| I. Robin Arryn    | II. Roland testvére. |
| Hugh Arryn        | Beceneve a Kövér volt. |
| Hugo Arryn        | Beceneve a Derűlátó volt. |
| II. Alester Arryn | |
| II. Mathos Arryn  | |
| Osgood Arryn      | Beceneve a Vén Sólyom volt. |
| Oswin Arryn       | Apja Osgood király volt. Beceneve a Karom volt. |
| I. Oswell Arryn   | |
| Ronnel Arryn      | Az utolsó királya a Hegy és a Völgynek. Uralkodása idején kiskorú volt, ezért anyja, Sharra Arryn uralkodott régenskirálynőként.                           |
| Jonos Arryn       | I. Aenys Targaryen király uralkodása idején megölte fivérét, Ronnel Arrynt, majd kikiáltotta magát a Hegy és a Völgy királyának. Beceneve a Rokonölő volt. |

## Sorozatok
Az Arryn-ház megjelenik a 2011 és 2019 között bemutatott amerikai Trónok harca televíziós sorozatban, amelyet az HBO készített.  A Histories & Lore rövid animációs sorozatban az Arryn-ház két epizódon keresztül jelenik meg. A 2022-ben bemutatott Sárkányok házában a Targaryen-ház hanyatlásához vezető eseményeket mutatják be a „Sárkányok tánca” néven ismert pusztító örökösödési háború révén, a sorozatban az Arrynok nem főszereplők, de említésre kerülnek, és egyes tagjai részt vesznek a politikai eseményekben.